# Coupe de La Réunion de football 1959
La Coupe de La Réunion de football 1959 était la 3e édition de la compétition et fut remportée par la JS Saint-Pierroise.

## 1ertour
| 6 septembre 1959 | Racing Saint-Denis | 0-9 | SS Escadrille | Saint-Denis |  |
|                  |                    |     |               |             |  |

| 4 octobre 1959 | APECA | ? | ASPTT Saint-Denis | Le Tampon |  |
|                |       |   |                   |           |  |

Les autres matches ne sont pas connus

## Seizièmes-de-finale
| 8 novembre 1959 | Stade Saint Paulois | ? | ASPTT Saint Denis | Saint-Paul |  |
|                 |                     |   |                   |            |  |

Les autres matches ne sont pas connus

## Huitièmes-de-finale
| 15 novembre 1959 | JS Saint-Pierroise | 12-0 | SS Olympique | Saint-Pierre |  |
|                  |                    |      |              |              |  |

Les autres matches ne sont pas connus

## Quarts-de-finale
| 22 novembre 1959 | JS Saint-Pierroise | 6-3 | SS Excelsior | Saint-Pierre |  |
|                  |                    |     |              |              |  |

| 29 novembre 1959 | SS Escadrille | ? | SS Saint-Gilles | Saint-Denis |  |
|                  |               |   |                 |             |  |

| 29 novembre 1959 | SS Patriote | ? | SS Jeanne d'Arc | Saint-Denis |  |
|                  |             |   |                 |             |  |

| 1959 | SS Juniors Dionysiens | ? |  |  |  |
|      |                       |   |  |  |  |

## Demi-finale
| 19 décembre 1959 | SS Patriote | 1-4 | SS Escadrille | Saint-Denis |  |
|                  |             |     |               |             |  |

| 19 décembre 1959 | JS Saint-Pierroise | 4-1 | SS Juniors Dionysiens | Saint-Pierre |  |
|                  |                    |     |                       |              |  |

## Finale
| Équipes            | JS Saint-Pierroise - SS Escadrille |
| Score              | 5-1 (2-1)                          |
| Date               | 27 décembre 1959                   |
| Stade              | Stade de la Redoute, Saint-Denis   |
| Buts               | (0-1) 15e Annette                  |
| JS Saint-Pierroise | A.Sparton, Roger, Vally, ?         |
| SS Escadrille      | Annette                            |